# Cour d'immeuble

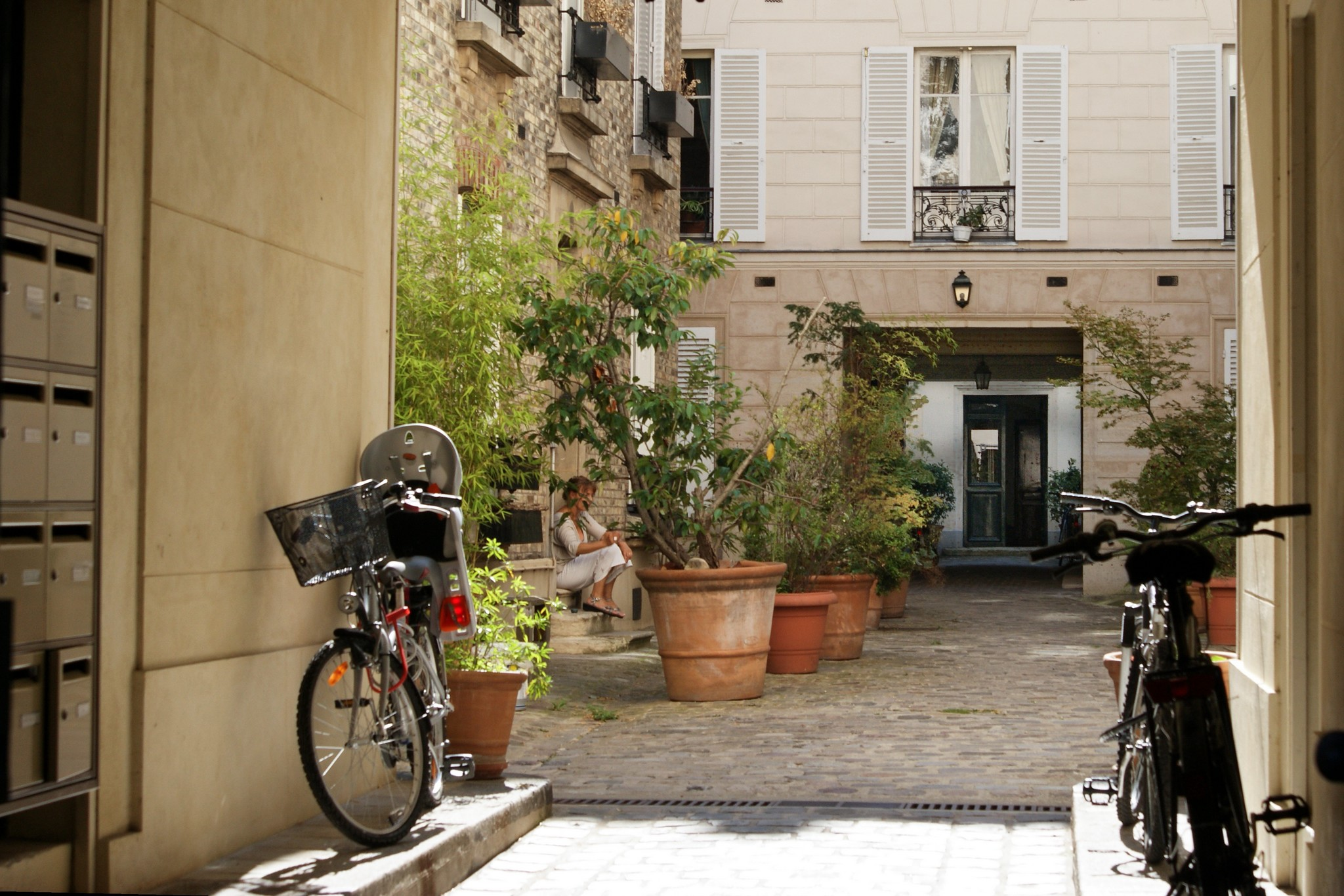
Une cour d'immeuble à Paris, rue d'Assas.

Une cour d'immeuble est une zone commune d'un immeuble qui consiste en un espace découvert entouré de murs et/ou de bâtiments. Elle permet généralement d'accéder aux différentes parties de l'édifice ou aux différents bâtiments qui l'entourent, en plus de participer à l'ensoleillement et l'aération des habitations, offices ou locaux qui se trouvent autour d'elle.

## Législation
En France, elle est définie, dans l'absence de mention précise à son sujet ou dans la contradiction des titres, comme partie commune, dans l’article 3 de la loi du 10 juillet 1965. Dans cette loi, il est précisé que les parties communes sont l'objet d'une propriété indivise entre l'ensemble des copropriétaires ou certains d'entre eux seulement. Ainsi, les copropriétaires ont le droit de profiter de cet espace sous contrainte de ne pas en faire un usage abusif, en respectant certaines règles. Par exemple, le non-encombrement des parties communes peut faire partie d'une clause du règlement de copropriété. 
Le droit de jouissance privative d'une partie de la cour, soit-il temporaire ou permanent, ne change pas la nature juridique de la cour, qui demeure une partie commune. Seul son usage devient privatif.

## Sociologie
La cour d'immeuble, où se croisent des sons provenant des bâtiments qui l'entourent, a été étudiée dans les années 1980, en tant qu'environnement acoustique, par Jean-François Augoyard, directeur de recherche au CNRS. Son équipe s'est intéressée principalement au volume des effets sonores qui se produisent dans une cour, enregistrés sur place puis analysés en laboratoire. Cette démarche, autant sociologique qu'ethnologique, a par exemple permis d'observer que quand les enfants jouent en se situant dans une zone spécialement réverbérante d'une cour d'immeuble, ils renforcent les liens interpersonnels dans leur groupe et profitent aussi du fait de se savoir être entendus par le voisinage.

## Dans la culture populaire

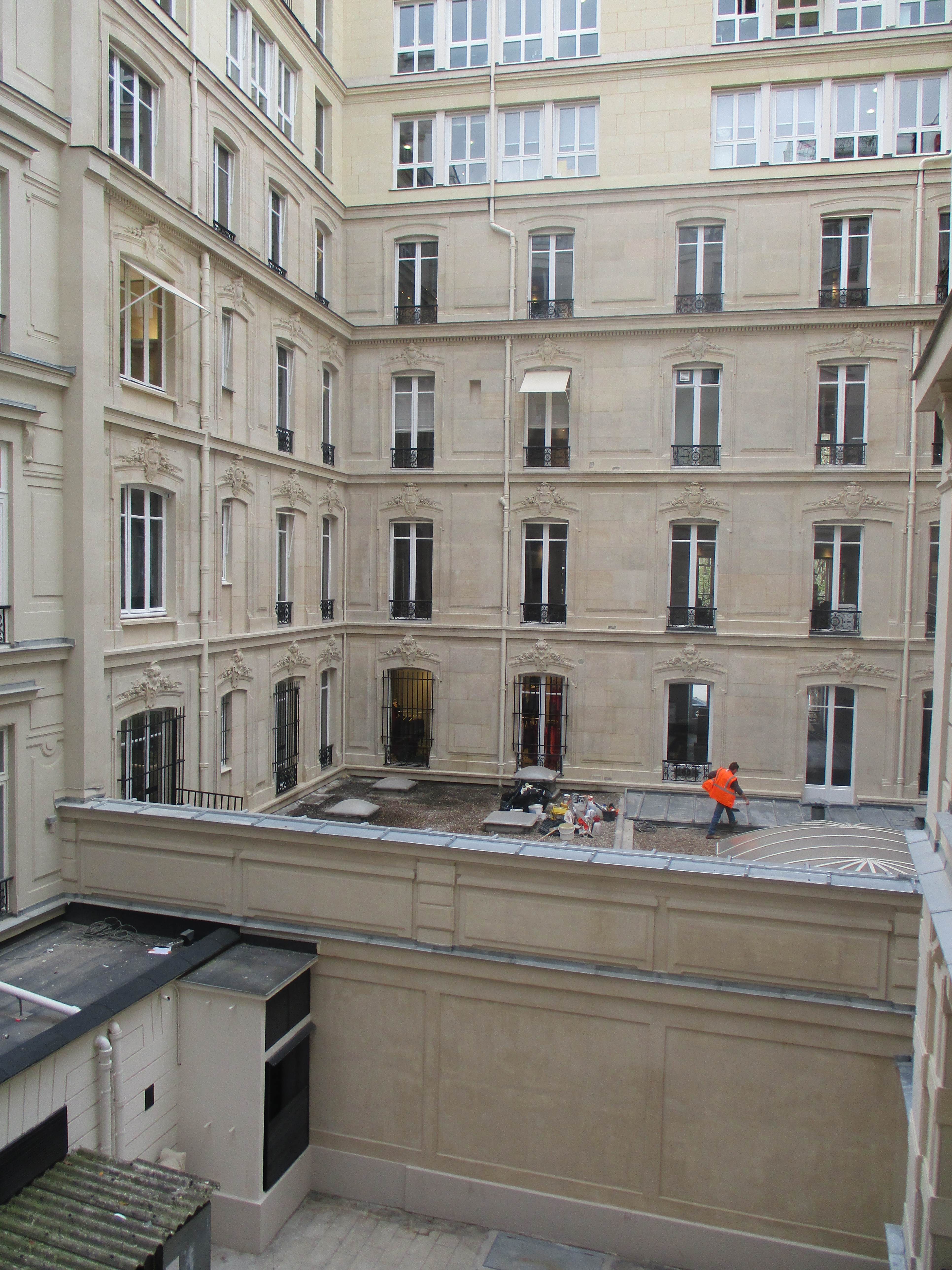
Cour d'immeuble à Paris.

La cour d'un immeuble a un rôle déterminant dans le film américain Fenêtre sur cour, d'Alfred Hitchcock, tourné en 1953-1954 à Los Angeles, sorti en août 1954 aux États-Unis et en 1955 en France. Dans cette histoire, le photographe L. B. « Jeff » Jefferies se retrouve à espionner ses voisins de cour à l'aide d'une paire de jumelles et d'un appareil photographique. Les personnages du film sont présentés à travers les fenêtres ouvertes observées par Jeff comme autant d'écrans.